# Elżbieta Piela-Mielczarek
Elżbieta Agnieszka Piela-Mielczarek (ur. 9 listopada 1947 w Przeworsku) – polska polityk i prawniczka, posłanka na Sejm II, III i IV kadencji.

## Życiorys
Ukończyła studia na Wydziale Prawa Uniwersytetu Jagiellońskiego. Przez kilkanaście lat pracowała jako kierownik wydziału urzędu miejskiego, następnie w latach 1989–1990 sprawowała urząd prezydenta Świnoujścia.
Należała do Socjaldemokracji RP, a następnie do Sojuszu Lewicy Demokratycznej. Była posłanką II, III i IV kadencji (1993–2005) wybieraną z okręgów szczecińskich: nr 44 i nr 41 z listy SLD. W 2005 nie została ponownie wybrana. W 2006 w wyborach samorządowych została wybrana na radną sejmiku zachodniopomorskiego. Była przewodniczącą klubu radnych LiD, a później SLD. W 2010 nie ubiegała się o reelekcję, a w grudniu 2011 odeszła z SLD.